# 1725 CrAO
1725 CrAO este un asteroid din centura principală, descoperit pe 20 septembrie 1930, de Grigori Neuimin.